# The Beyoncé Experience

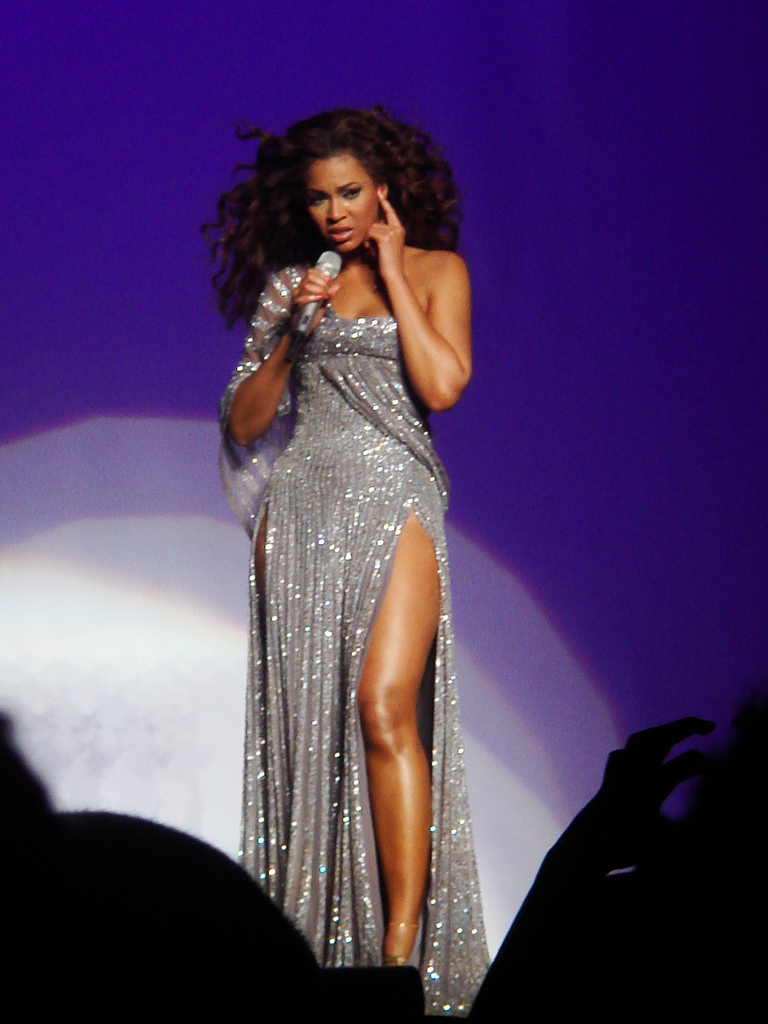
«Listen»

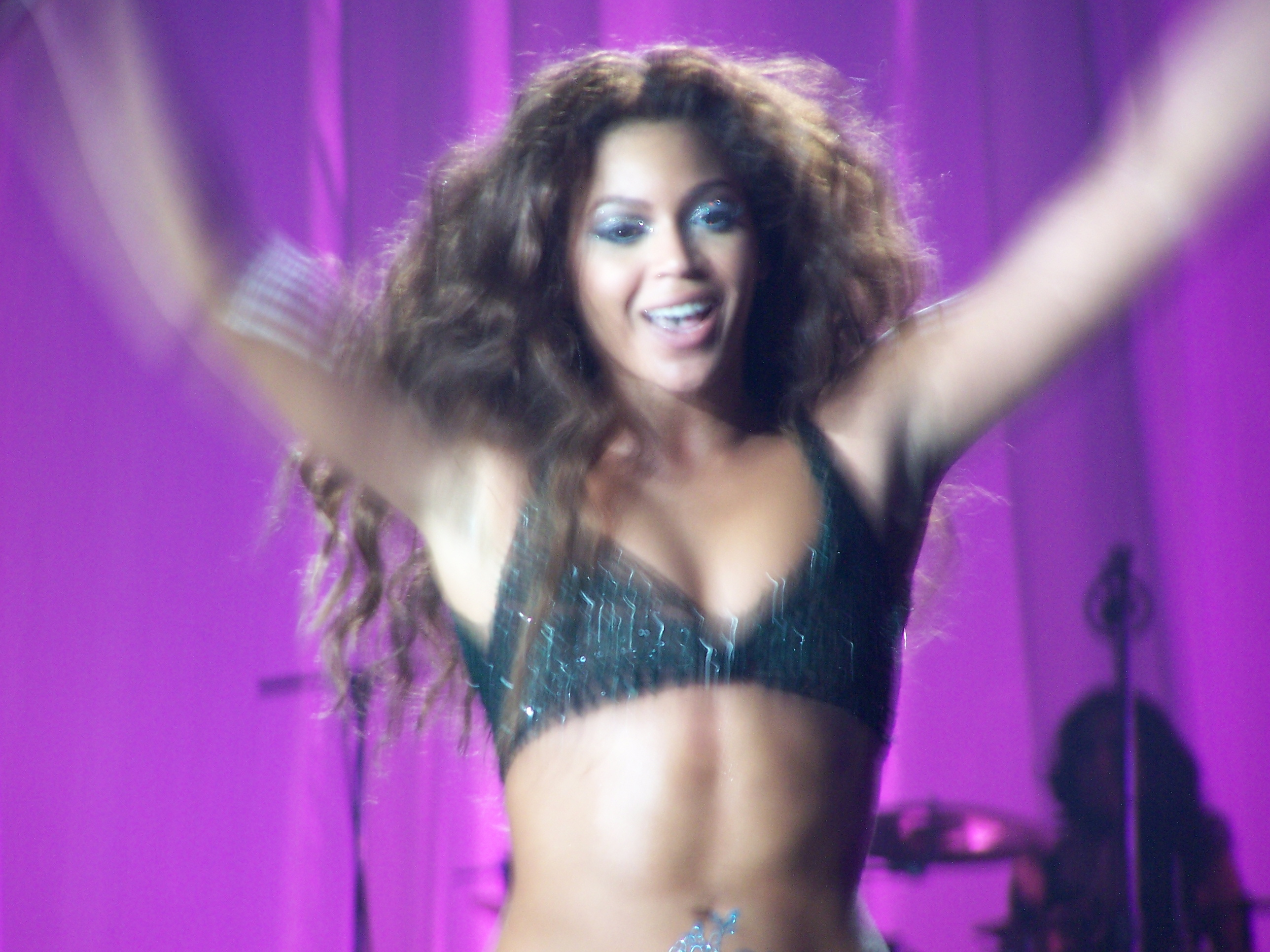
«Baby Boy»

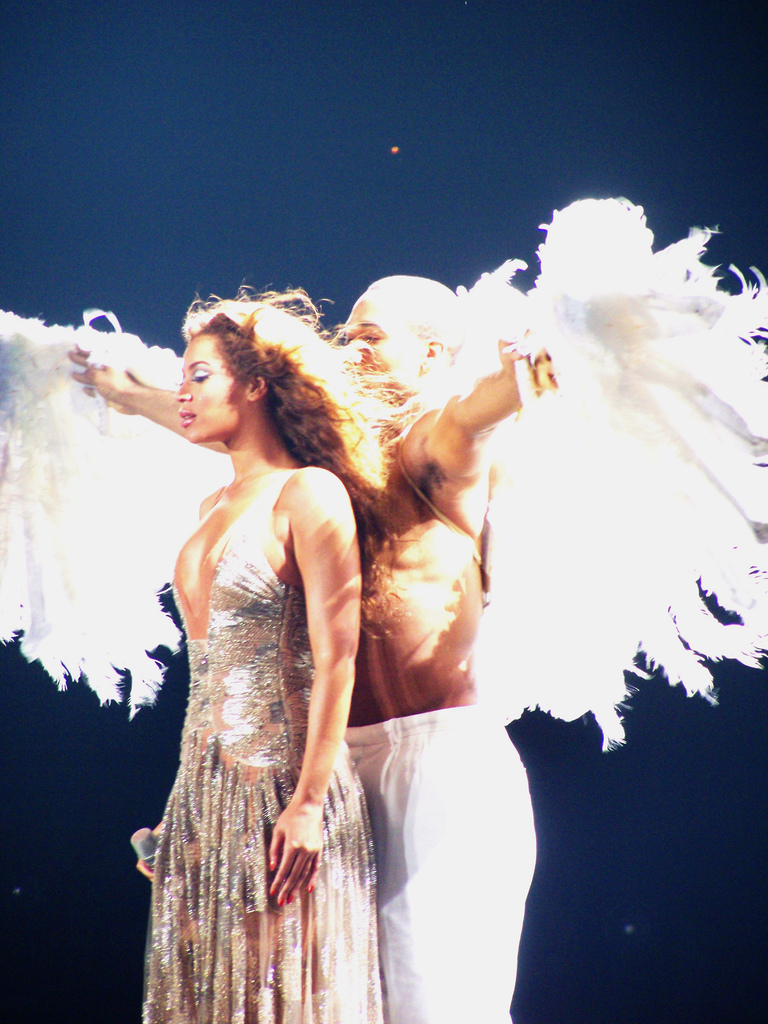
«Flaws And All»

The Beyoncé Experience — другий концертний тур американської співачки Бейонсе у підтримку її другого сольного альбому B'Day. Географія туру включала Азію, Австралію, Європу та Північну Америку.

## Сет-лист
1.Інтро
2.«Crazy in Love» / «Crazy» 
3.«Freakum Dress»
4.«Green Light» /Зміна костюму
5.«Baby Boy» / «Murder She Wrote»
6.«Beautiful Liar»
7.«Naughty Girl»
8.«Me, Myself and I» Зміна костюму
9.(Dangerously Intro) → «Dangerously in Love 2«/»He Loves Me»
10. «Flaws And All» Зміна костюму
11.Нарізка з пісень «Destiny's Child»:
Independent Women Part I" / «Bootylicious» / «No No No Part 2» / «Bug A Boo» / «Bills, Bills, Bills» / «Cater 2 U» / «Say My Name» / «Jumpin' Jumpin'» / «Soldier» / «Survivor»
12.«Speechless»
Зміна костюму
(Cell Block Tango intro)
13.«Ring the Alarm»
14.«Suga mama»
15.«Upgrade U»
16.«'03 Bonnie & Clyde»
17.«Check on It»
18.«Déjà Vu»
Зміна костюму
19.«Get Me Bodied»
Зміна костюму
(Welcome to Hollywood відео-заставка)
20.«Diamonds Are a Girl's Best Friends/Dreamgirls»
21.«Listen»
22.«Irreplaceable»